# TheBus (Honolulu)

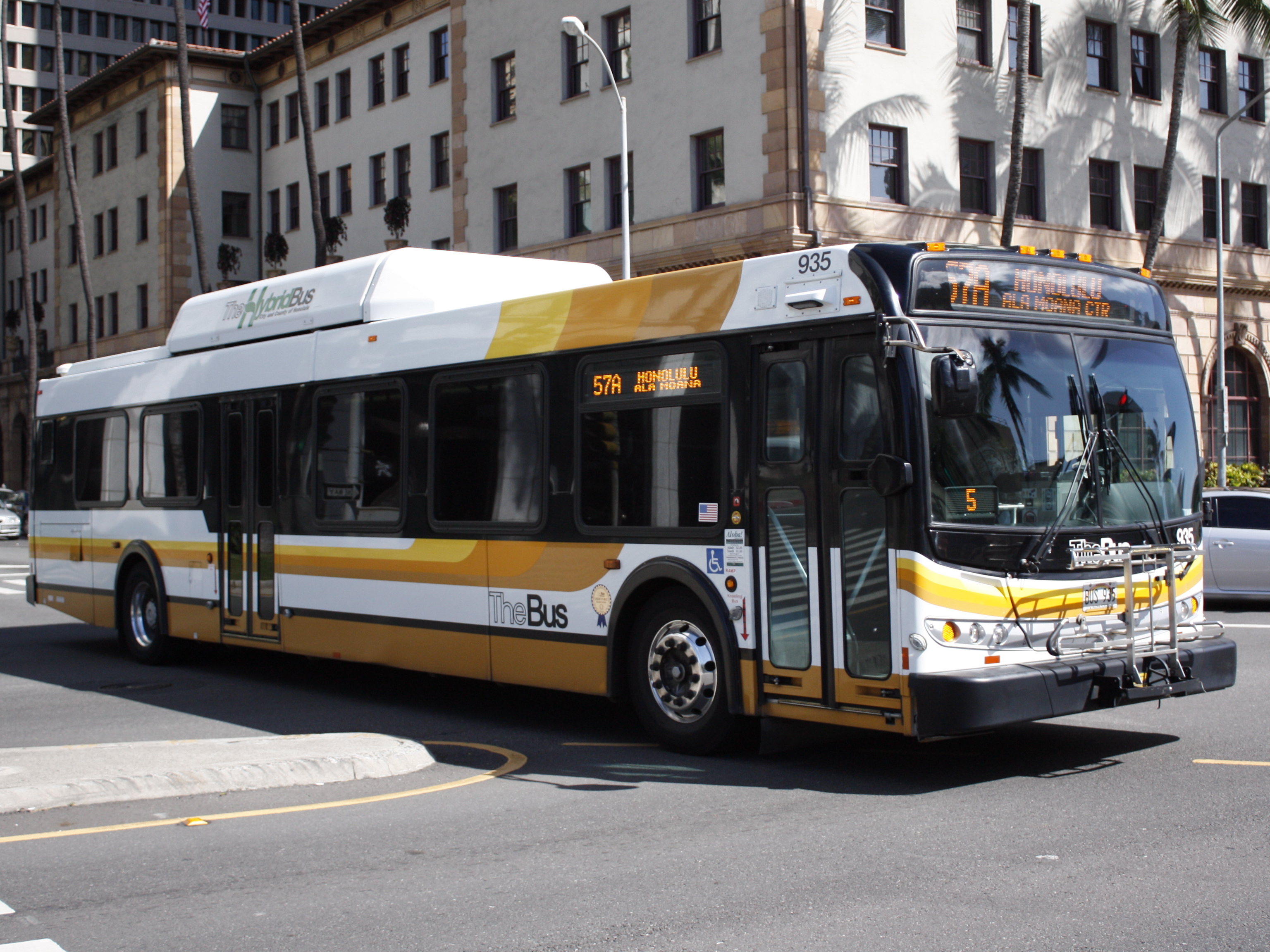
Mẫu xe buýt TheBus thông thường.

TheBus là dịch vụ vận chuyển bằng xe buýt công cộng trên hòn đảo Oʻahu, Hawaii, nước Mỹ. Dịch vụ này sở hữu lượng hành khách khoảng 69,2 triệu lượt đi xe buýt thường niên theo năm tài chính 2015–2016, và cho đến năm 2022, đội xe của hãng bao gồm 518 xe buýt và 207 phương tiện chuyển tuyến, cung cấp dịch vụ hàng ngày trên 103 tuyến đường. TheBus do tổ chức phi lợi nhuận Oahu Transit Services Inc. quản lý tư nhân, vốn nắm quyền điều hành hệ thống này theo quan hệ đối tác công tư với Sở Giao thông Vận tải Thành phố và Quận Honolulu.
Ngoài ra, Oahu Transit Services Inc. còn bổ sung thêm mảng dịch vụ đi xe chung dành cho những hành khách khuyết tật không thể sử dụng TheBus gọi là TheHandi-Van với phần đăng ký và đặt trước mỗi chuyến đi.
Do giá thành rẻ và độ phủ rộng nên TheBus là phương tiện di chuyển rất phổ biến của học sinh trung học phổ thông nơi đây. Việc các tuyến xe buýt đi học miễn phí không được cung cấp cho đa số học sinh Honolulu vì họ ở nhiều nơi khác tại Mỹ, cũng góp phần vào việc thành phần này sử dụng TheBus tăng cao. Nhờ tiếng tăm và dịch vụ được phát triển trong nhiệm kỳ Frank Fasi làm thị trưởng Honolulu, mà TheBus còn mang biệt danh là "Dịch vụ xe Limousine của Bác Fasi", thường được rút ngắn thành "Uncle Fasi" hoặc "Fasi's Limo".
Kể từ khi thành lập, TheBus đã hai lần được Hiệp hội Giao thông Công cộng Hoa Kỳ công nhận là "Hệ thống Giao thông Tốt nhất nước Mỹ" cho các năm 1994–1995 và 2000–2001.